# Josef Schwegel
Báró Josef Schwegel (szlovénül: Jožef Žvegelj, magyarul:Schwegel József) (Zgornje Gorje, 1836. február 29. – Bled, 1914. szeptember 16.) krajnai-szlovén diplomata, nagykövet, politikus, birodalmi képviselő. A Magyar Királyi Szent István Rend birtokosa.

## Életpályája
Josef Schwegel 1836. február 29-én született Zgornje Gorjeben. Apja német-szlovén származású földműves.
Általános iskolai tanulmányait Gorjében és Villachban járta, majd 1854-ben végzett a ljubljanai gimnáziumban. Gimnazista éveiből ismertek hazafias, nemzeti versei.

## Kitüntetései

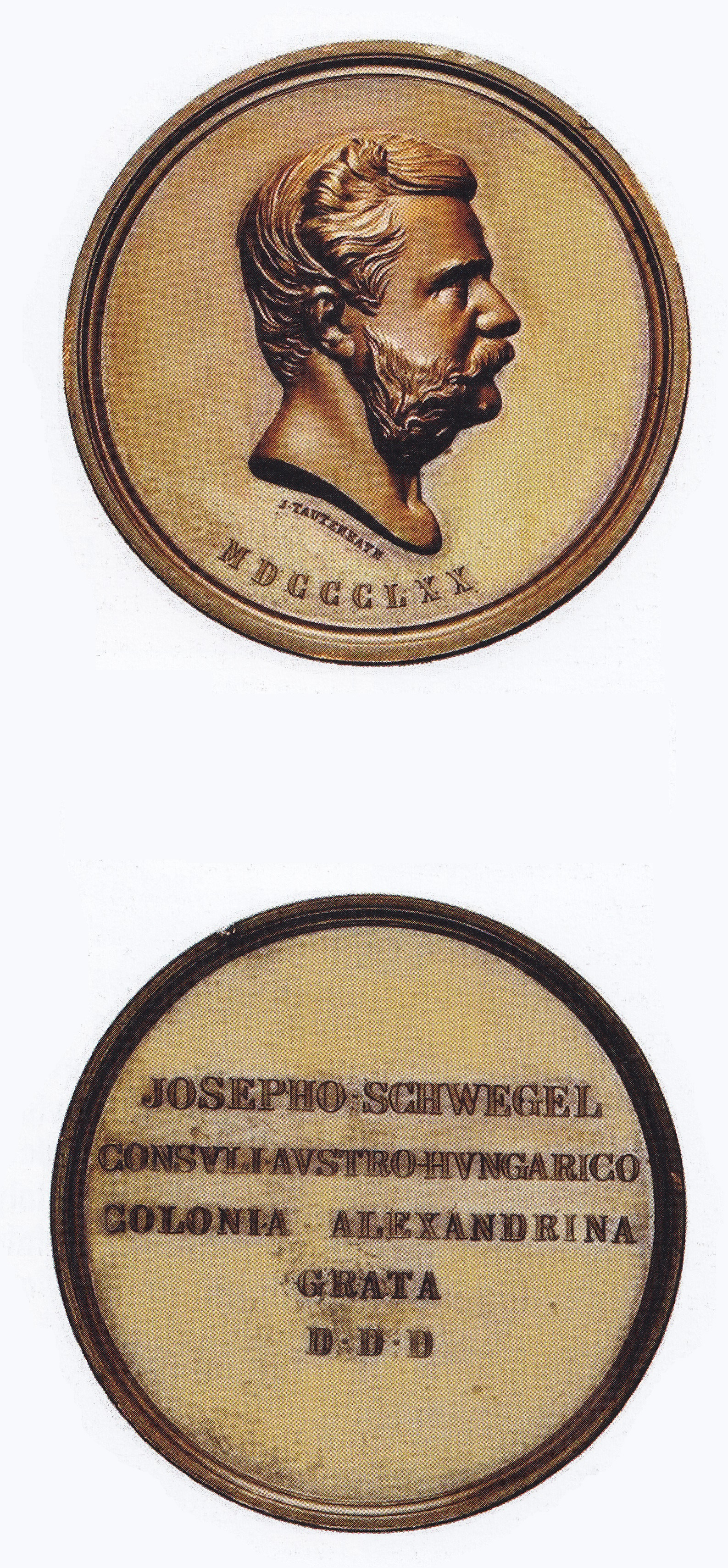
A Joseph Schwegel alexandriai konzulságát megörökítő bronz emlékérem két oldala. Josef Hermann Tautenhayn alkotása, 1870

- Magyar Királyi Szent István-rend lovagkereszt - 1873